# Хлоросомы

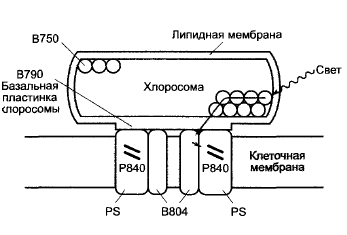
Строение хлоросомы

Хлоросо́мы (англ. Chlorosome от др.-греч. χλωρός — зелёный) — обогащённые липидами везикулы зелёных серныx бактерий и нитчатых аноксигенных фототрофных бактерий, локализованные в цитоплазме и связанные с клеточной мембраной кристаллической базальной пластинкой. Внутри хлоросомы находятся пучки палочковидных структур, содержащих молекулы бактериохлорофиллов c, d или e. Таким образом, в хлоросомах собраны светособирающие системы.

## Структура
По строению хлоросомы аналогичны фикобилисомам цианобактерий. Форма хлоросом различна у разных видов: у некоторых она эллипсоидная, у некоторых — коническая или неправильная. Высота хлоросом составляет 12—60 нм, ширина — 25—100 нм, длина — 25—250 нм. Размер хлоросомы не меняется в онтогенезе. В клетке, в зависимости от освещения, может находиться от нескольких десятков до 200—300 хлоросом. У зелёных серных бактерий хлоросомы присоединены к реакционным центрам I типа в клеточной мембране при участии FMO-белков, а базальная пластинка состоит из белка CsmA. У нитчатых аноксигенных фототрофов из филума Chloroflexi FMO-белки отсутствуют, и их роль выполняет белковый комплекс, известный как B808-866. В отличие от FMO-белков, белки B808-866 встроены в клеточную мембрану и окружают реакционные центры II типа, обеспечивая связь между реакционным центром и базальной пластинкой хлоросомы.
Содержимое хлоросомы представлено преимущественно бактериохлорофиллом с небольшим количеством каротиноидов и хинонов, а её стенка представляет собой галактолипидный монослой толщиной 2—3 нм. У зелёных серных бактерий в состав этого монослоя может входить до 11 различных белков. Внутри хлоросом тысячи молекул бактериохлорофилла могут самособираться в комплексы без участия вспомогательных белков. Пигменты собираются в ламеллярные структуры от 10 до 30 нм шириной, имеющие вид палочек. Такие светособирающие палочки располагаются пучками. В составе ламеллярных структур длинные фарнезольные хвосты бактериохлорофиллов взаимодействуют друг с другом и с каротиноидами.
Показано, что биогенез хлоросом зависит от температурных условий и от ассимиляции углерода бактериями.

## Функции
В хлоросомах локализованы светособирающие комплексы. На один реакционный центр приходится около тысячи молекул бактериохлорофилла c, d или e. У Chlorobium vibrioforme хлоросомы одновременно содержат бактериохлорофиллы c и d. Именно эти бактериохлорофиллы возбуждаются первыми, и бактериохлорофилл a переносит энергию возбуждённого состояния на реакционный центр (первичный донор P840), который находится в клеточной мембране. Для большинства вышеупомянутых бактериохлорофиллов максимум поглощения находится в ближней инфракрасной области спектра. Процесс переноса энергии занимает несколько десятков пикосекунд. Всего в состав хлоросомы может входить до 10 тысяч молекул бактериохлорофилла, а каждая хлоросома взаимодействует с 5—10 реакционными центрами.

## Применение
Благодаря относительно крупным размерам и простоте устройства хлоросомы стали привлекательным объектом для разработки биологических светопоглощающих комплексов. В 2017 году было объявлено о создании светопоглощающих нанокомпозитов, похожих на хлоросомы: в пузырёк из искусственной мембраны помещаются тысячи молекул бактериохлорофилла зелёных серных бактерий.